# Marian Arkwright
Pour les articles homonymes, voir Arkwright.
Marian Ursula Arkwright, née le 25 janvier 1863 à Norwich et morte le 23 mars 1922 à Highclere est une compositrice anglaise.

## Biographie
Marian Arkwright est née à Norwich, Norfolk, en 1863. Elle obtient en 1913 un doctorat en musique à l'Université de Durham, une des premières femmes anglaises en obtenir un. Après avoir terminé ses études elle travaille comme musicienne dans un orchestre, comme compositrice et comme chef d'orchestre, elle a dirigé entre autres l'orchestre de la Newbury Amateur Orchestral Society et l'orchestre de son village, Highclere. 
Elle a été secrétaire de l'English Ladies 'Orchestral Union. Elle a reçu un prix du périodique The Gentlewoman (en)pour l'œuvre orchestrale originale The Winds of the World.
Elle meurt de façon inattendue dans son sommeil le 23 mars 1922,.
Elle jouait du piano, de l’alto et de la contrebasse.

## Œuvres
Arkwright est connue pour ses combinaisons d'instruments inhabituelles.
- Quintette pour piano, hautbois, clarinette, cor et basson
- Trio pour piano, hautbois et cor
- Trio pour pianoforte, hautbois et alto
- Scherzo et variations pour piano, clarinette et basson
- Rêveries pour piano, hautbois et alto
- Requiem pour solistes, chœurs à huit parties et orchestre

Elle a publié trois volumes de duos pour violon et piano et deux pièces de concert pour alto et piano. Elle s'est intéressée à la musique folk et sa Japanese sypmphony contenait des airs qu'elle avait elle-même rassemblés.